# Saint-Parres-lès-Vaudes

Saint-Parres-lès-Vaudes este o comună în departamentul Aube din nord-estul Franței. În 1 ianuarie 2022 avea o populație de 1.079 de locuitori.